# Opsibidion flavocinctum
Opsibidion flavocinctum är en skalbaggsart som beskrevs av Martins 1960. Opsibidion flavocinctum ingår i släktet Opsibidion och familjen långhorningar.
Artens utbredningsområde är Paraguay. Inga underarter finns listade i Catalogue of Life.